# Teoria płacy
Teoria płacy – założenie, że praca jest towarem, płaca jest ceną, a rynek pracy grą popytu i podaży, odchylającą płace od ceny naturalnej. Pozostaje kwestia, jaka jest ta cena naturalna pracy. David Ricardo korzystał w tym miejscu z twierdzeń Thomasa Malthusa i zgadzał się z tezą, że taką ceną (wartością) pracy są minimalne koszty utrzymania robotnika. Ricardo pisał: "naturalną ceną pracy będzie taka cena, która jest niezbędna, aby umożliwić ogółowi robotników utrzymanie i zachowanie swego gatunku, nie zwiększając ani też nie zmniejszając ich liczby". Cena naturalna rośnie z tych samych przyczyn, co renta gruntowa, tj. ze względu na potrzebę angażowania coraz większych nakładów kapitału i pracy na pozyskanie dodatkowych środków utrzymania rosnącej liczby ludności.